# Madame Vaudé-Green
Pour les articles homonymes, voir Grin.
Madame Vaudé-Green, née Marie Melina Grin (Troyes, 3 juin 1822-Mâcon, 9 juin 1902), est une photographe française, active dans les années 1850 et 1860 à Paris, et spécialisée dans la photographie d’œuvres religieuses.

## Biographie
Madame Vaudé-Green naît le 3 juin 1822, sous le nom de Marie Melina Grin, à Troyes. Elle est la fille de Joseph Pierre Grin, contrôleur des postes, et de Marie Rosalie Duparcq. En 1848, elle épouse dans la même ville Louis Édouard Vaudé, alors employé, et futur banquier. Le couple apparaît désormais sous le nom de Vaudé-Grin ou Vaudé-Grinn.
En 1855, la presse se fait l'écho de la création d’un nouvel atelier de photographie, sous la dénomination Photographie catholique, propriété de « M. Vaudé-Green », et spécialisé dans la « reproduction sur papier des chefs-d’œuvre de la peinture religieuse ». Les épreuves, des reproductions de Rubens, de Fra Bartolomeo, ou encore Poussin, sont proposées à la vente, à des prix relativement « bon marché »,,.
Un article plus tardif précise le fonctionnement de l’atelier : « M. Vaudé-Green a fondé un établissement photographique (…) Les artistes du nouvel atelier sont deux dames, Mme Vaudé-Green et l’une de ses parentes. Elles prennent elles-mêmes les négatifs et tirent les positifs avec une habileté vraiment très remarquable. Leur but principal est l’application de la photographie aux œuvres de l’art religieux, à la reproduction la plus scrupuleusement fidèle des belles compositions que la religion a inspirées aux grands maîtres (…) Lorsqu’il leur est impossible d’opérer sur le tableau lui-même, Mmes Vaudé copient du moins les gravures le plus justement célèbres. » Mme Vaudé-Green est rapidement la seule à être citée et son habileté technique est remarquée. Son adresse parisienne est alors le 8 rue de Milan, dans le 9e arrondissement.
En 1856, elle présente à Paris une importante quantité de reproductions de gravures. Plus de deux cents œuvres religieuses sont proposées sous deux formats différents et commercialisées chez les papetiers et éditeurs d’estampes parisiens. La presse est dithyrambique. La qualité et la finesse de son travail suscitent l’admiration, et on souligne le rôle qu’elle joue dans la vulgarisation de l’art religieux auprès du grand public. Un journaliste de la revue anglaise Photographic Notes se plaît à évoquer la possibilité qu’un jour, la photographie puisse fournir des emplois agréables et rentables à de nombreuses jeunes filles sans cela destinées à devenir des gouvernantes surmenées ou des couturières. Dans La Lumière, on souligne « le travail considérable accompli par Mme Vaudé-Green et l’intelligence avec laquelle elle a su choisir les plus beaux joyaux dans ce magnifique écrin de chefs-d’œuvre. »
La même année, elle participe à l’Exposition des arts industriels de Bruxelles, à l’issue de laquelle elle est récompensée d’une médaille sans mention, à l’instar de Charles Nègre ou Nadar jeune. En 1859, elle participe à la troisième exposition de la Société française de photographie, où elle présente des reproductions de tableaux, celle d’un dessin d’après Les Noces de Cana de Véronèse, ainsi qu’une vue d’intérieur de palais. Les épreuves sont obtenues avec un objectif à cône centralisateur, breveté par Jamin en 1855. L’accueil critique est plus mitigé. À la même époque, elle s’installe dans le quartier des Batignolles, au 36, rue d’Orléans-Batignolles, future rue Legendre.
Entre 1861 et 1863, un litige l’oppose à Alphonse Bernoud, photographe français installé en Italie et membre de la SFP, qui a eu recours à ses services. Il est question de déterminer si Madame Vaudé-Green a ou non reproduit des peintures anciennes à partir de l'original, ou re-photographié des images modernes. Après ça, elle n’apparaît plus comme photographe.
Melina Grin, veuve d’Édouard Vaudé, meurt à quatre-vingts ans, à Mâcon en 1902,.

## Successeurs
Vers 1863, son atelier est repris, toujours sous la dénomination Photographie catholique, par Jeanne Laplanche qui est, avec son mari Saint-Ange Laplanche architecte, installée juste à côté, au 34, rue d’Orléans-Batignolles,. Après que la rue a été renommée, l'adresse de l'atelier devient le 87 rue Legendre. Peu de traces subsistent de sa production, hormis des photos-cartes et une série de vues de la Maison pompéïenne du prince Jérôme Napoléon située avenue Montaigne, conservées au musée Carnavalet.
Vers 1870, Jeanne Laplanche cède à son tour l’atelier. Ce dernier devient la succursale de la photographe Angelina Trouillet – qui en conserve la dénomination Photographie catholique – jusqu’en 1876.

## Collections
- Bibliothèque nationale

## Exposition
4 octobre 2015 - 24 janvier 2016. Qui a peur des femmes photographes ? Paris, musée d'Orsay, musée de l'Orangerie .